# 寻找薇薇安·迈尔
《寻找薇薇安·迈尔》（英語：Finding Vivian Maier）是一部关于摄影师薇薇安·迈尔的2013年纪录片，约翰·马鲁夫（John Maloof）和查理·西斯科尔（Charlie Siskel）编剧、导演兼制片。迈尔穷尽毕生留下摄影遗产却鲜有人知。电影记录了马鲁夫发现她的作品的过程，并在她过世后，通过采访认识她的人，发现她是一位芝加哥的保姆兼摄影师。
电影2013年9月9日于2013年多伦多国际电影节首映，2014年11月发布DVD，荣获各种奖项，获得第68届英国电影学院奖最佳纪录片奖和第87届奥斯卡金像奖最佳纪录片奖提名。
杰夫·加尔兰担任本片的执行制片人，克里斯·麦金利、拉尔斯·莫滕森和玛丽·普伦德加斯特担任联合制片人。

## 奖项
第87届奥斯卡金像奖
- 提名-最佳纪录片：查理·西斯科尔、约翰·马鲁夫

第68届英国电影学院奖
- 提名-最佳纪录片

来源：
英國影藝學院電影獎 (British Academy Film Awards)
- 2015年最佳紀錄片入圍

美國導演工會
- 2015年最佳紀錄片導演獎入圍[12]